# Martin Gore
Martin Lee Gore (Dagenham, Londres, Anglaterra, 23 de juliol de 1961), és un músic anglès conegut per ser el principal compositor, així com teclista, guitarrista i segon vocalista del grup de música electrònica Depeche Mode. És l'autor de coneguts temes d'èxit com «Personal Jesus», «Enjoy the Silence», «I Feel You», «Walking in My Shoes», «Master and Servant», «Everything Counts», «Never Let Me Down Again», «Strangelove» i «Heaven», entre d'altres.

## Biografia
Va néixer a Dagenham, Londres, però sent encara petit la seva família es va traslladar a Basildon (Essex), una població més aviat rural. El seu pare biològic era un soldat afroamericà destinat al Regne Unit, però realment fou criat per la seva mare i el pare adoptiu. De fet, fins a l'adolescència pensava que el seu pare adoptiu era el biològic, però ja d'adult va conèixer el seu pare real a Sud-àfrica.
A l'escola va conèixer a en Andrew Fletcher, de la mateixa edat i amb qui es retrobaria més endavant. Va abandonar l'institut per treballar com a caixer de banc mentre ho combinava tocant en la banda local "Norman and the Worms".
Gore té dues germanastres més joves: Karen (1967) i Jacqueline (1968). Va mantenir una relació amorosa amb la dissenyadora de roba interior Suzanne Boisvert després d'una trobada a París l'any 1989. Es van casar el 1994 i van tenir dues filles i un fill: Viva Lee Gore (1991), Ava Lee Gore (1995) i Calo Leon Gore (2002). Boisvert i Gore es van divorciar l'any 2006. El 2014 es va casar amb Kerrilee Kaski, amb qui va te dues filles. Actualment viu a Santa Bàrbara (Califòrnia).

## Carrera musical

### Depeche Mode
En 1979 va formar amb Rob Marlow un grup anomenat "French Look", en paral·lel es va integrar a Vince Clarke i Andrew Fletcher per al trio "Composition of Sound" i acabaria abandonant "French Look". Quan es va incorporar a la banda el vocalista David Gahan van canviar el seu nom a Depeche Mode. Va ser així, com a quartet, que van aconseguir gravar el seu primer disc, Speak & Spell, per al qual Vince Clarke va compondre gairebé la totalitat de les cançons. Gore va compondre la cançó "Tora! Tora! Tora!" i un tema electrònic instrumental titulat "Big Muff", per a aquest disc.

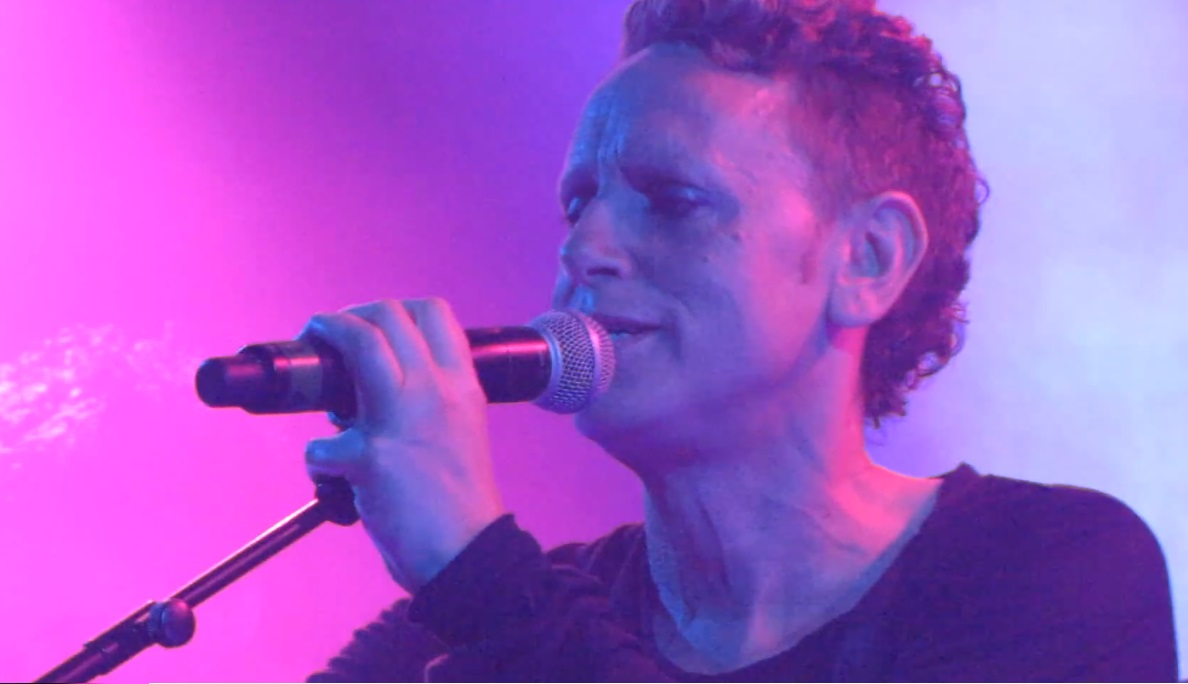
Martin Gore a Hollywood (2013).

Després d'aquest primer treball, Clarke va abandonar el grup per la pressió de la fama i diferències creatives. Com que Gore era en aquell moment qui tenia més experiència en la composició i ja havia compost alguna cançó en el primer àlbum, amb la marxa de Clarke va assumir el paper de compositor principal de la banda i pràcticament l'únic durant molts anys. El segon àlbum de la banda ja fou compost totalment per ell, A Broken Frame (1982), i presentava diferències musicals i líriques de Clark. La primera cançó que va escriure per a Depeche Mode sense la presència de Clarke va ser "See You" i es va convertir en el major èxit que havien tingut fins a aquell moment. Amb Wilder, va arribar fins i tot a coescriure l'instrumental "The Great Outdoors!" i el tema "Work Hard" (1983), l'instrumental "Christmans Island" (1986), i, també aquest any, amb Daniel Miller van coescriure el tema "Black Day".
Amb el pas dels anys va enfosquir les seves lletres i les va dotar d'un to més polític. Va aconseguir portar al grup a nivells d'èxit que no havien previst, encara que per a això també va tenir molt a veure el músic arranjador Alan Wilder, que en un principi va entrar només com a substitut de Clarke. Malgrat adquirir la funció de compositor de la banda, va mantenir la idea de cantar algunes de les cançons, especialment balades, ja que la seva veu tenor contrastava amb la de baríton dramàtic de Gahan. Durant el segon lustre dels vuitanta i primer dels noranta va tenir problemes d'alcoholisme i de drogues semblants als de David Gahan, encara que no tan extrems, donant amb això motiu a la separació d'Alan Wilder del grup el 1995.
Malgrat que durant molt anys ha estat l'únic compositor de Depeche Mode, en els darrers anys, David Gahan va començar a coescriure les seves primeres cançons per la banda, deixant igualment a Gore com a compositor principal. Gore ha participat en tots els discs i gires realitzades per Depeche Mode.

### Altres projectes
En 1989 va publicar Counterfeit e.p., un disc constituït per covers, i per a 2003 va editar Counterfeit², que no obstant això no han aconseguit l'exposició massiva de Depeche Mode.
Martin Gore ha realitzat presentacions com a solista, en què, igual que David Gahan, ha incorporat alguns èxits de Depeche Mode. També, com el seu amic Andrew Fletcher, ha viatjat pel món i fet presentacions com a DJ, fins que el 2012, després de trenta anys, va tenir una insòlita col·laboració amb Vince Clarke coescrivint deu temes electrònics instrumentals per a l'àlbum Ssss, sota el nom VCMG. El primer EP, titulat Spock, va aparèixer el 30 de novembre de 2011, el segon, Blip, el 20 de febrer de 2012, i el tercer, Aftermaths, el 20 d'agost de 2012.
Per al 2015, Gore va realitzar un nou projecte solista, un àlbum de 16 temes instrumentals ambientals sota el títol MG, com una forma de referir una certa continuació de VCMG, el qual es va publicar a l'abril d'aquest any.

### Col·laboracions
- Va tocar els teclats en dues cançons ("Happiness Is Hard to Take" i "Don't Know Where I Belong") de l'àlbum Humpe Humpe (1985) de la banda Annette & Inga Humpe.
- Va tocar la guitarra en la cançó "Wonderful Life" de l'àlbum The Sweet Escape (2006) de la cantant Gwen Stefani.
- Va compondre i tocar la guitarra en la cançó "Cloud Nine" de l'àlbum Instead (2007), del grup Onetwo.
- Va coescriure la cançó instrumental "Milakia" de Back to Light (2010), de la banda Bomb the Bass.
- Va col·laborar en la cançó "The Unstoppable Collision" del disc Nameless (2011), del grup Compact Space, en el qual hi ha els col·laboradors de Depeche Mode, Christian Eigner, Daryl Bamonte i Florian Kraemmer.
- Va crear el so "Siren-synth – Mutesound" en la cançó "Uni Rec" de l'àlbum Univrs (2011), de l'artista Alva Noto.

## Discografia

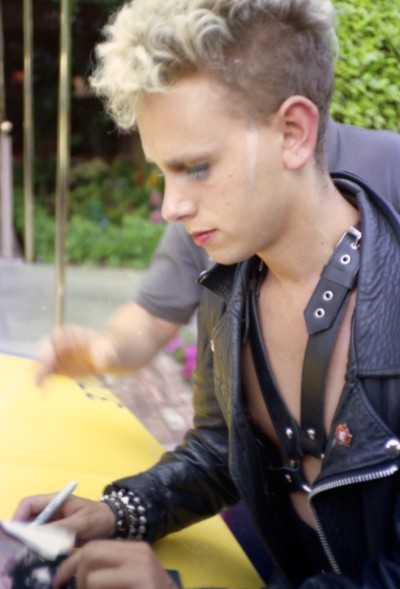
Martin Gore a Los Angeles (1986).

### Depeche Mode
- Speak & Spell (1981)
- A Broken Frame (1982)
- Construction Time Again (1983)
- Some Great Reward (1984)
- Black Celebration (1986)
- Music for the Masses (1987)
- Violator (1990)
- Songs of Faith and Devotion (1993)
- Ultra (1997)
- Exciter (2001)
- Playing the Angel (2005)
- Sounds of the Universe (2009)
- Delta Machine (2013)
- Spirit (2017)
- Memento Mori (2023)

### Solista
- Counterfeit² (2003)
- MG (2015)

### Col·laboracions
- Man Made Machine (senzill amb Motor, 2011)
- Ssss (àlbum amb Vince Clarke, 2011)